# Kościół Najświętszego Serca Pana Jezusa w Pradze
Kościół Najświętszego Serca Pana Jezusa (cz. Kostel Nejsvětějšího srdce Páně) – kościół rzymskokatolicki w Pradze-Vinohradach, wzniesiony w latach 1928–1932; narodowy zabytek kultury Republiki Czeskiej.

## Historia
W 1914 roku powołano stowarzyszenie na rzecz budowy drugiego kościoła w Vinohradach; konkurs na budowę nowej świątyni ogłoszono w 1919 roku. Słoweński architekt Jože Plečnik nie brał udziału w konkursie, jednak został poproszony przez jurorów do wykonania własnego projektu. Przygotował trzy projekty, za które nie otrzymał wynagrodzenia, z czego ten, który ostatecznie wybrano był pierwotnie dużo bardziej monumentalny i oprócz kościoła obejmował także szkołę, budynki mieszkalne i łuk triumfalny. Swój projekt wybrany do realizacji ukończył w 1927 roku. Prace budowlane prowadziło przedsiębiorstwo Nekvasil z Karlína w latach 1928–1932. Budowę kościoła finansowano z tzw. Fundacji Bestta oraz darowizm.
Kościół został poświęcony 8 maja 1932 roku. Wyposażenie wnętrza wykonano w dużej części po konsekracji według projektu Jože Plečnika oraz Otto Rothmayera, który przejął zadania po powrocie Plečnika do rodzinnej Lublany. 
3 maja 1958 roku kościół uznano za narodowy zabytek kultury Republiki Czeskiej. Czeskie ministerstwo kultury zamierzało około 2004 roku zaproponować wpisanie kościoła na listę światowego dziedzictwa UNESCO. W planach jest zmiana otoczenia kościoła na zgodny z pierwotnym projektem Jože Plečnika.

## Architektura
Projekt świątyni w stylu modernistycznym był wzorowany na kościołach wczesnochrześcijańskich. Jest to kościół halowy z szeroką dzwonnicą na planie prostokąta o wymiarach 26 x 38 m. Wysokość korpusu wynosi 14 m. Elewacje wykonane z cegły, częściowo potynkowane i pomalowane na biało.
Dzwonnica z sześcioma dzwonami o wysokości 42 m jest zwieńczona trzymetrową sferą pokrytą blachą miedzianą i krzyżem o wysokości 4 m. Na wieży znajduje się okrągłe okno z zegarem o średnicy 7,6 m ze szklanym cyferblatem. W podziemiach znajduje się kaplica nakryta sklepieniem kolebkowym. Liczne detale architektoniczne są związane z królewskimi symbolami: elewacja z wystającymi z lica cegłami przypomina płaszcz gronostajowy, a kopuła dzwonnicy z krzyżem przypomina jabłko królewskie, a w ścianie przy ołtarzu w krypcie znajdują się elementy z archikatedry Świętych Wita, Wacława i Wojciecha w Pradze, co ma symbolizować więź z Zamkiem Praskim.
We wnętrzu znajdują się m.in. rzeźby wykonane przez Damiána Pešana oraz obrazy do stacji drogi krzyżowej namalowane przez Františka Bohumila Doubka.

## Galeria

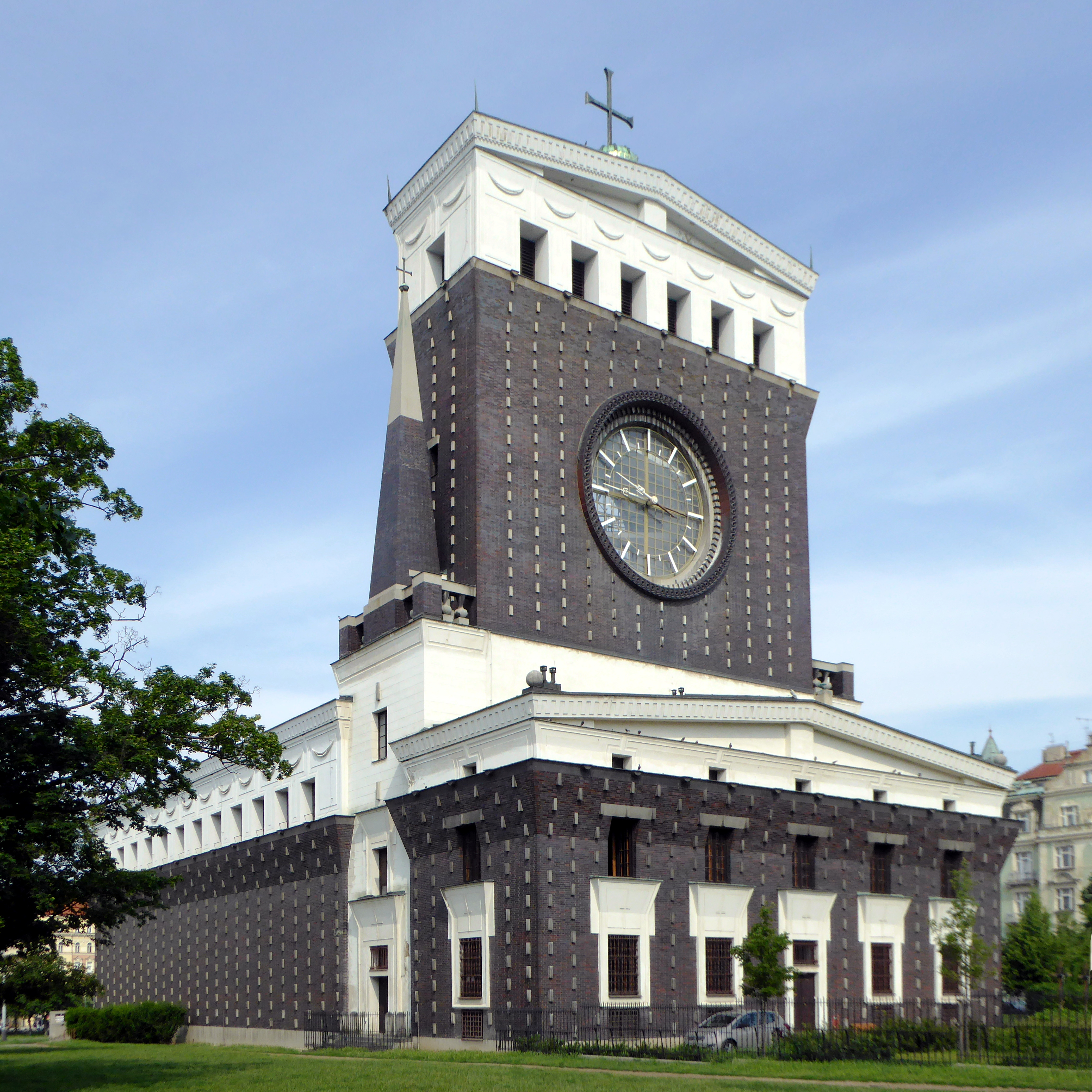
Widok z północnego zachodu
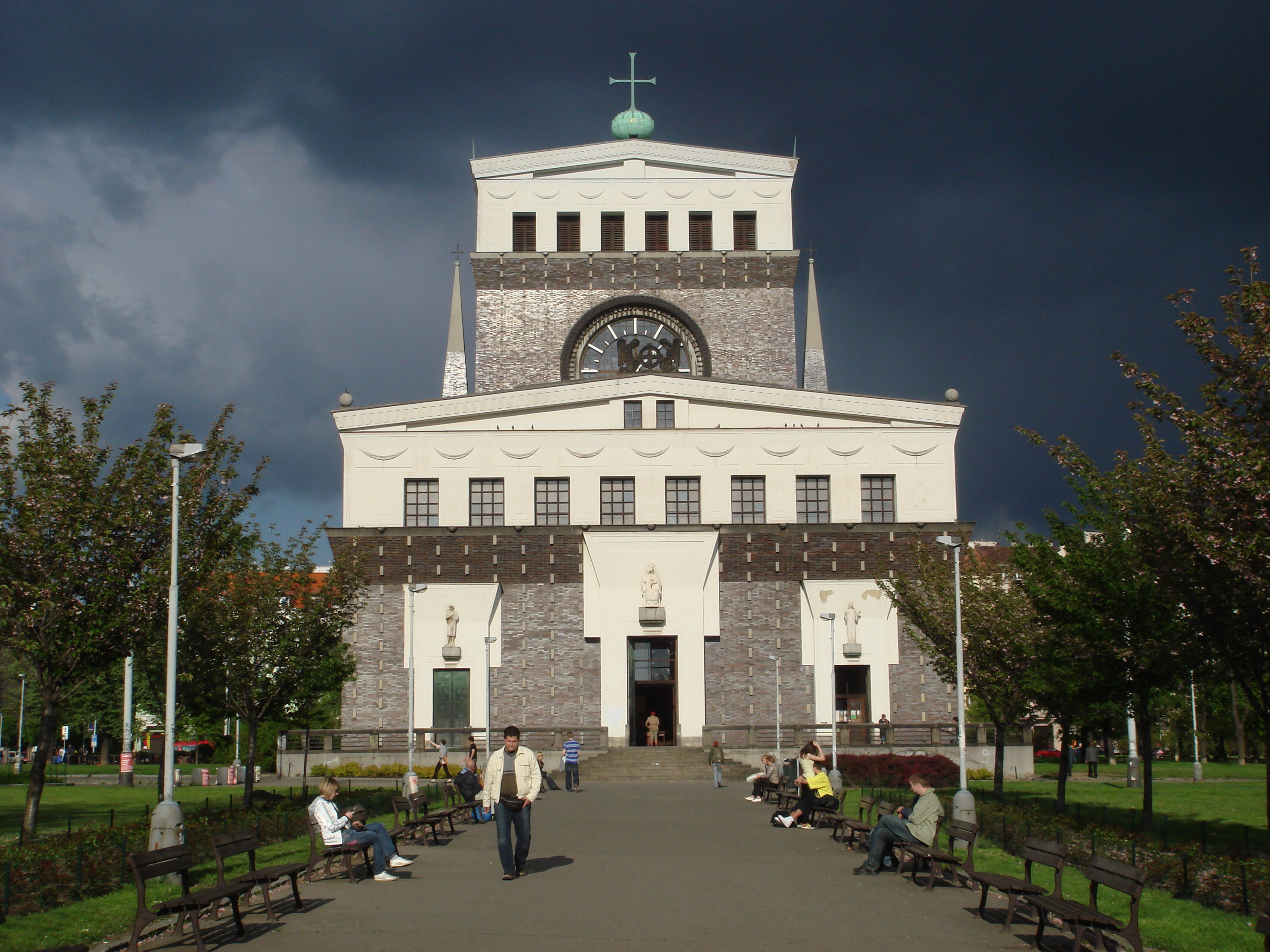
Fasada (2008)
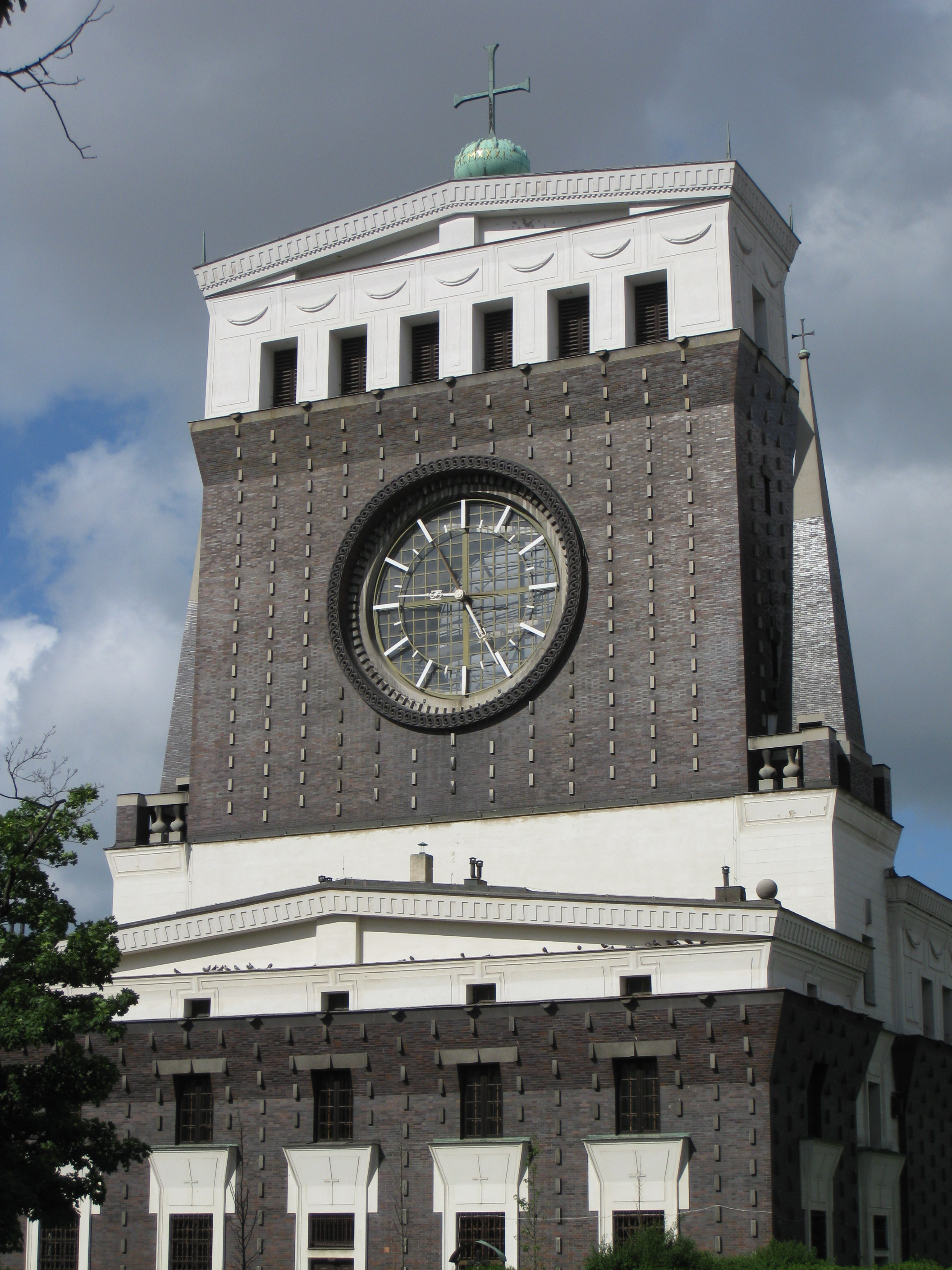
Dzwonnica (2012)
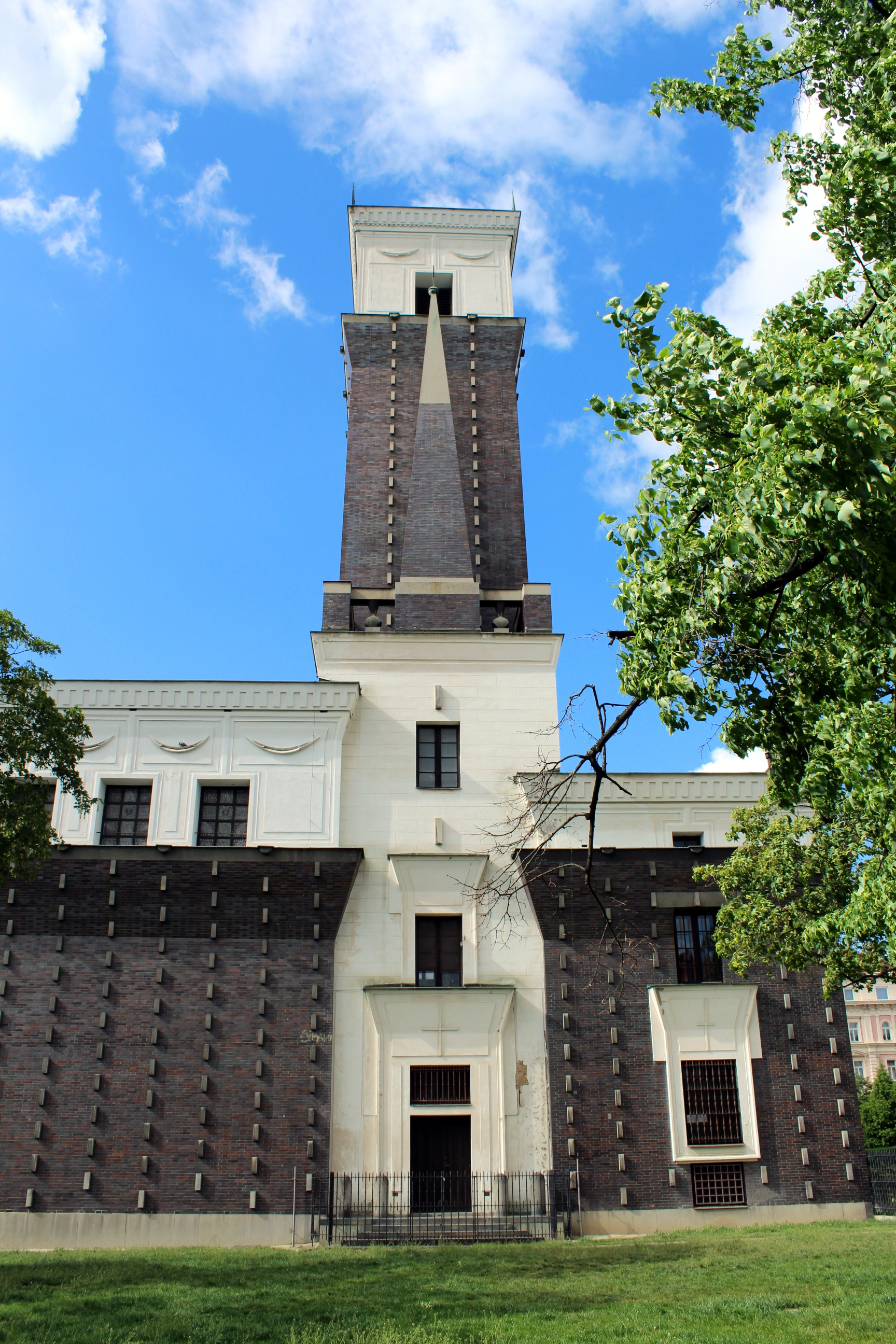
Dzwonnica z boku (2016)
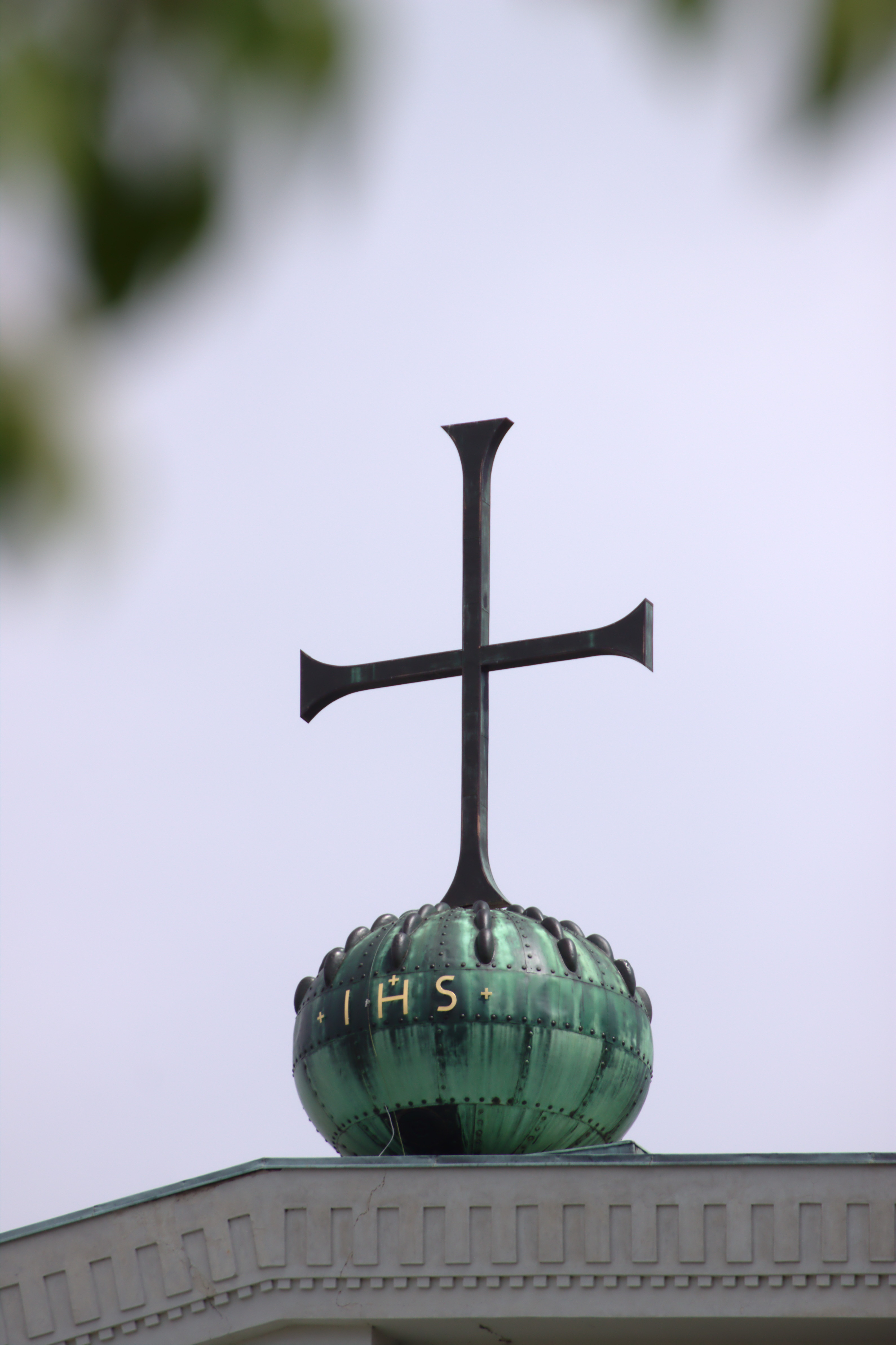
Krzyż na dzwonnicy (2017)
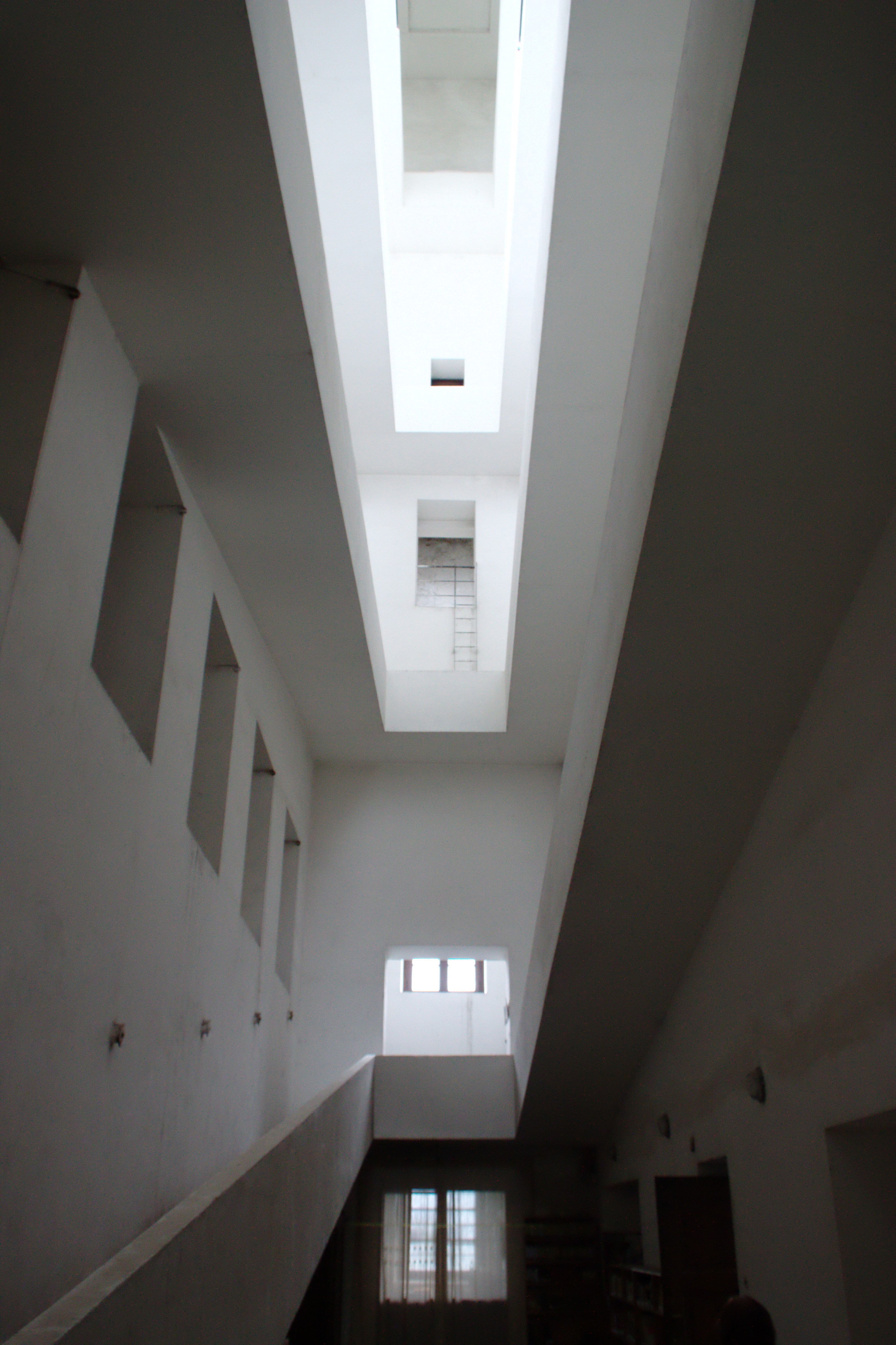
Wnętrze dzwonnicy (2012)
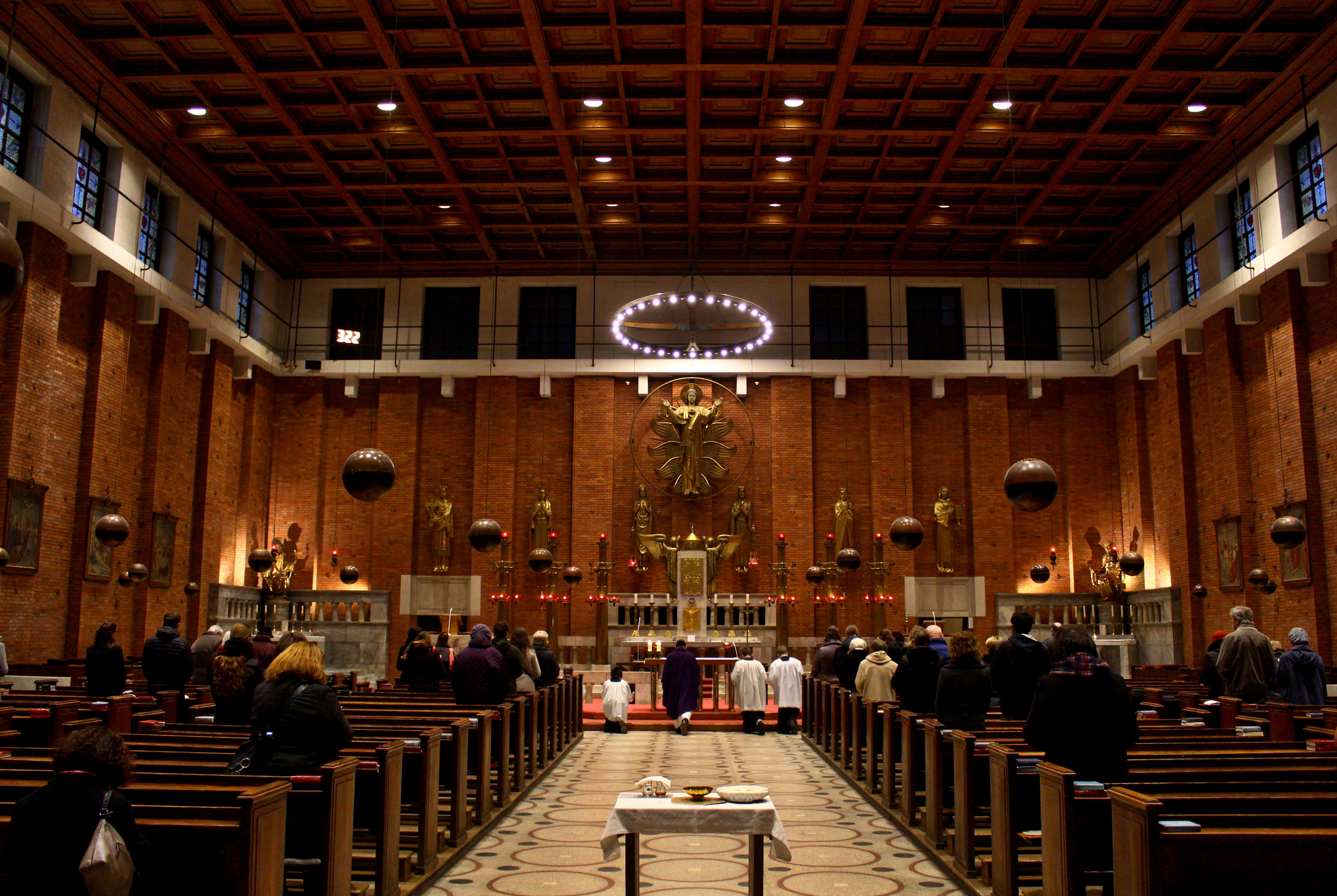
Wnętrze, widok w kierunku ołtarza (2017)
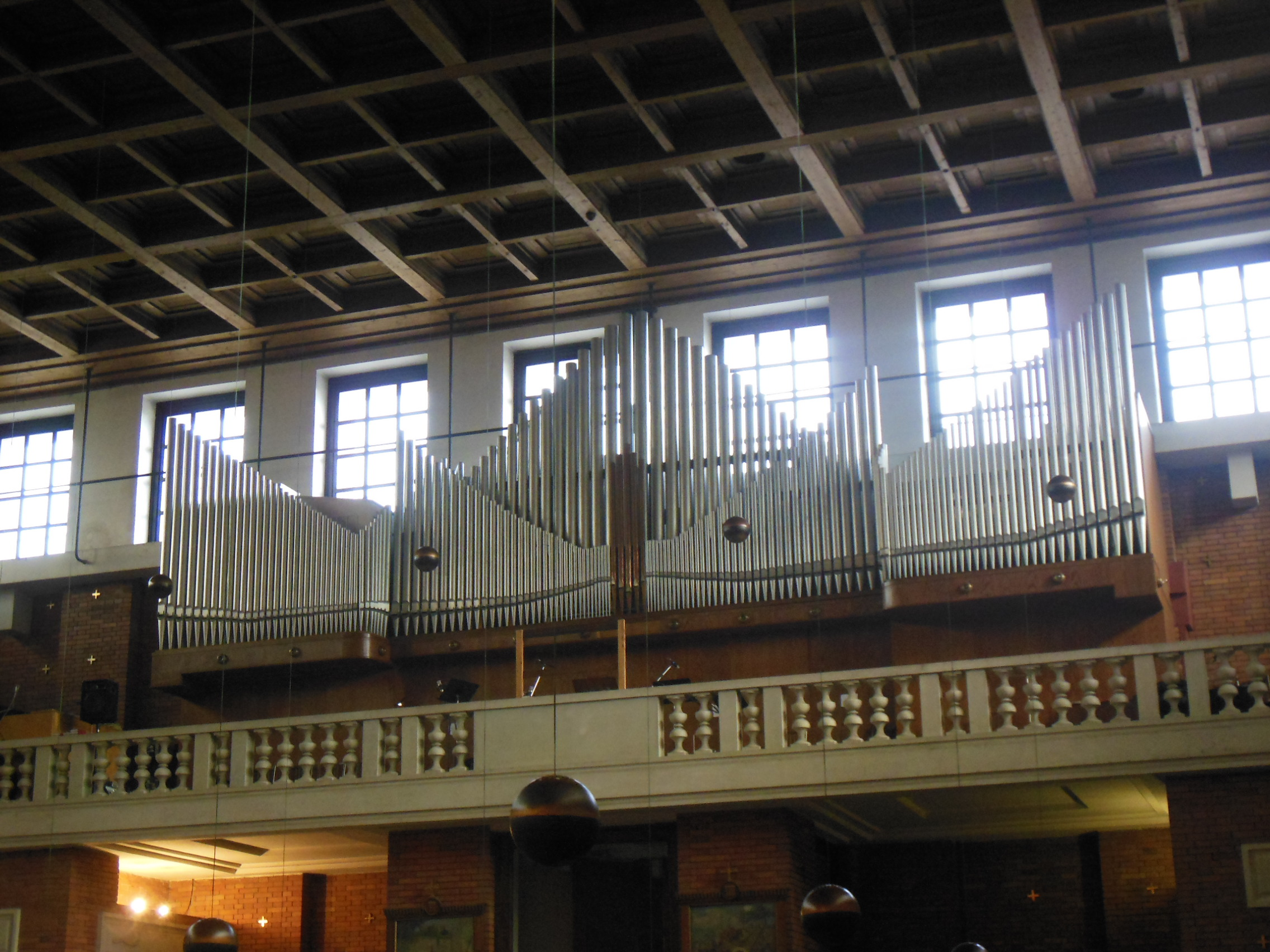
Prospekt organowy (2014)